# El señor Muhsin
El señor Muhsin (título original en turco: Muhsin Bey) es una película dramática turca de 1987 dirigida y escrita por Yavuz Turgul. Fue protagonizada por Şener Şen, Uğur Yücel, Sermin Hürmeriç y Osman Cavcı y relata la historia de un solitario productor musical chapado a la antigua que accede a ayudar a un joven y entusiasta cantante que planea convertirse en la nueva estrella de la música folclórica turca.
La cinta fue exhibida en competencia en la edición número 24 del Festival de Cine de Antalya, donde ganó el Premio Golden Orange en las categorías de mejor película, mejor actor, mejor actor de reparto y mejor guion. También hizo parte de la oferta del Festival de Cine de Estambul, donde obtuvo el Premio Especial del Jurado.
El señor Muhsin fue incluida en la lista de las diez mejores películas en la historia del cine turco por la Asociación de Cine de Ankara.

## Sinopsis
Ali Nazik busca la ayuda del solitario productor discográfico Muhsin Kanadikirik para convertirse en un Türkücü (cantante de folk). Muhsin, que es un fanático de artistas como Müzeyyen Senar y Safiye Ayla, está en contra de la música de tipo arabesco que interpreta el joven Nazik. Muhsin finalmente accede a trabajar con el muchacho con el objetivo de convertirlo en la nueva estrella de la música turca.

## Reparto
| Actor           | Personaje    |
| --------------- | ------------ |
| Şener Şen       | Muhsin Bey.  |
| Uğur Yücel      | Ali Nazik    |
| Sermin Hürmeriç | Sevda        |
| Osman Cavcı     | Osman        |
| Erdoğan Sıcak   | Şakir        |
| Doğu Erkan      | Madam        |
| Erdinç Üstün    | Laz Nurettin |
| Tayfun Çorağan  | Sunucu       |
| Kutay Köktürk   | Dolandırıcı  |

## Premios y reconocimientos
| Premio o festival                         | Categoría                  | Receptor(es) | Resultado |
| ----------------------------------------- | -------------------------- | ------------ | --------- |
| Festival de Cine de Antalya de 1987       | Mejor actor                | Sener Sen    | Ganadora  |
| Festival de Cine de Antalya de 1987       | Mejor película             | Yavuz Turgul | Ganadora  |
| Festival de Cine de Antalya de 1987       | Mejor guion                | Yavuz Turgul | Ganadora  |
| Festival de Cine de Antalya de 1987       | Mejor actor de reparto     | Ugur Yücel   | Ganadora  |
| Festival de Cine de Estambul de 1988      | Premio especial del jurado | Yavuz Turgul | Ganadora  |
| Festival de Cine de San Sebastián de 1988 | Premio San Sebastián       | Yavuz Turgul | Ganadora  |

Referencias: